# Andrea Manni
Andrea Manni (Roma, 4 gennaio 1958) è un regista, sceneggiatore e scrittore italiano.

## Biografia
Nel 1989 scrive e dirige il cortometraggio Dubbing in Italian Style, (menzione speciale al Torino Film Festival).
Nel 1996 scrive e dirige il suo primo film per la TV Da cosa nasce cosa, Miglior Opera Prima al 50º Festival del Cinema di Salerno 1997.
Nel 1998 scrive e dirige il cortometraggio Un uomo a piedi (in concorso alla 55ª Mostra internazionale d'arte cinematografica di Venezia).
Nel 2003 dirige il suo primo lungometraggio, "Il Fuggiasco", film di cui è anche autore della sceneggiatura insieme allo scrittore Massimo Carlotto. "Il Fuggiasco" riceve 23 premi, tra italiani ed internazionali.
Nel 2006 dirige il film TV "Troppi equivoci" per la serie "Crimini".
Nel 2007 co-sceneggia e firma la regia del film Voce del verbo amore, con Giorgio Pasotti e Stefania Rocca.
Nel 2008 dirige l'episodio "Bestie" della seconda stagione della serie Crimini.
Nel 2010 pubblica il libro Strano l'amore (Edizioni e/o).
Nel 2016 è executive producer del documentario "You never had it. (An evening with Bukowski)", di Matteo Borgardt.

## Filmografia

### Regista

#### Film
- Il fuggiasco (2003)
- Voce del verbo amore (2007)

#### Cortometraggi
- Dubbing in Italian Style (1989)
- Un uomo a piedi (1998)

#### Film TV
- Da cosa nasce cosa (1996)
- Crimini (episodio Troppi equivoci) (2006)
- Crimini (episodio Bestie) (2008)

#### Serie TV
- Titolo – Pillole bonsai (1998-1999)

### Sceneggiatore
- Il fuggiasco , regia di Andrea Manni (2003)
- Voce del verbo amore , regia di Andrea Manni (2007)